# Distretto di Baraki Barak
Il distretto di Baraki Barak è un distretto dell'Afghanistan appartenente alla provincia di Lowgar. Viene stimata una popolazione di 89.476 abitanti.